# Reserva experimental Horco Molle
La Reserva Experimental de Flora y Fauna de Horco Molle (REHM) se encuentra en cercanías de la localidad de Yerba Buena, del departamento homónimo, en la provincia de Tucumán, Argentina, aproximadamente en la posición 26°55′S 65°05′O / -26.917, -65.083.

## Características generales
La Reserva Experimental de Flora y Fauna de Horco Molle (REHM) es un área natural protegida perteneciente a la Universidad Nacional de Tucumán (UNT). Fue creada el 17 de octubre de 1986, durante el rectorado del Dr. Rodolfo Martín Campero. Las instalaciones fueron luego cedidas por el rectorado a la Facultad de Ciencias Naturales (FCN) e Instituto “Miguel Lillo” en 1988, entonces conducida por el decano Dr. Florencio Gilberto Aceñolaza. La FCN tiene a su cargo la administración de 200 hectáreas que se encuentran ubicadas en el Parque Sierra San Javier, propiedad de la UNT, a 15 kilómetros de la capital tucumana, en la localidad de Yerba Buena, sobre el pedemonte de la Sierra de San Javier.
El objetivo de su creación es la educación para la conservación del medio ambiente en un laboratorio natural, en el cual estudiantes e investigadores tienen la posibilidad de efectuar actividades vinculadas a la flora, fauna, geología, arqueología, el rescate y la rehabilitación de la fauna autóctona. Es manejada y dirigida en los aspectos técnicos, científicos, educativos y administrativos por la Facultad de Ciencias Naturales e Instituto “Miguel Lillo” de la UNT. La REHM tiene el carácter de área natural protegida y está abierta al público.
Es una Reserva Natural de usos múltiples, donde se protege la naturaleza y su función principal es la educación ambiental, principalmente destinada a la solución de los problemas ambientales de esta región y a la protección y rescate de la extinción de las especies silvestres autóctonas. Debe su nombre el horco molle, árbol de la familia de las mirtáceas endémico en la región.
La reserva cuenta con áreas de interpretación y museos donde se conservan piezas de valor geológico y paleontológico. Funciona como un espacio de investigación, docencia, capacitación, extensión universitaria y divulgación; por lo cual en la reserva cumplen funciones científicos, investigadores y docentes.

## Flora
El área de la reserva tuvo en el pasado una cubierta vegetal típica del bosque nativo. La actividad humana despejó la zona, extrayendo los ejemplares originales con el objeto de facilitar las actividades agropecuarias. Con posterioridad, luego de la creación del área protegida, lentamente comenzó un proceso de regeneración de la flora nativa. Este nuevo bosque se denomina "secundario", dado que es posterior al bosque natural original. La característica de este bosque secundario es la relativa velocidad de regeneración, causada por la abundancia de luz y espacio. Paralelamente, la composición del bosque secundario presenta diferencias con el bosque original, ya que el espacio también es colonizado por especies exóticas. Entre las especies originarias se encuentran el guarán (Tecoma stans), algunos tarcos (Jacaranda  mimosifolia) y pacarás (Enterolobium contortisiliquum), además de algunos ejemplares de cebil colorado 
(Anadenanthera  colubrina), laurel (Phoebe porphiria) y lapacho ( Tabebuia impetiginosa ).

## Fauna

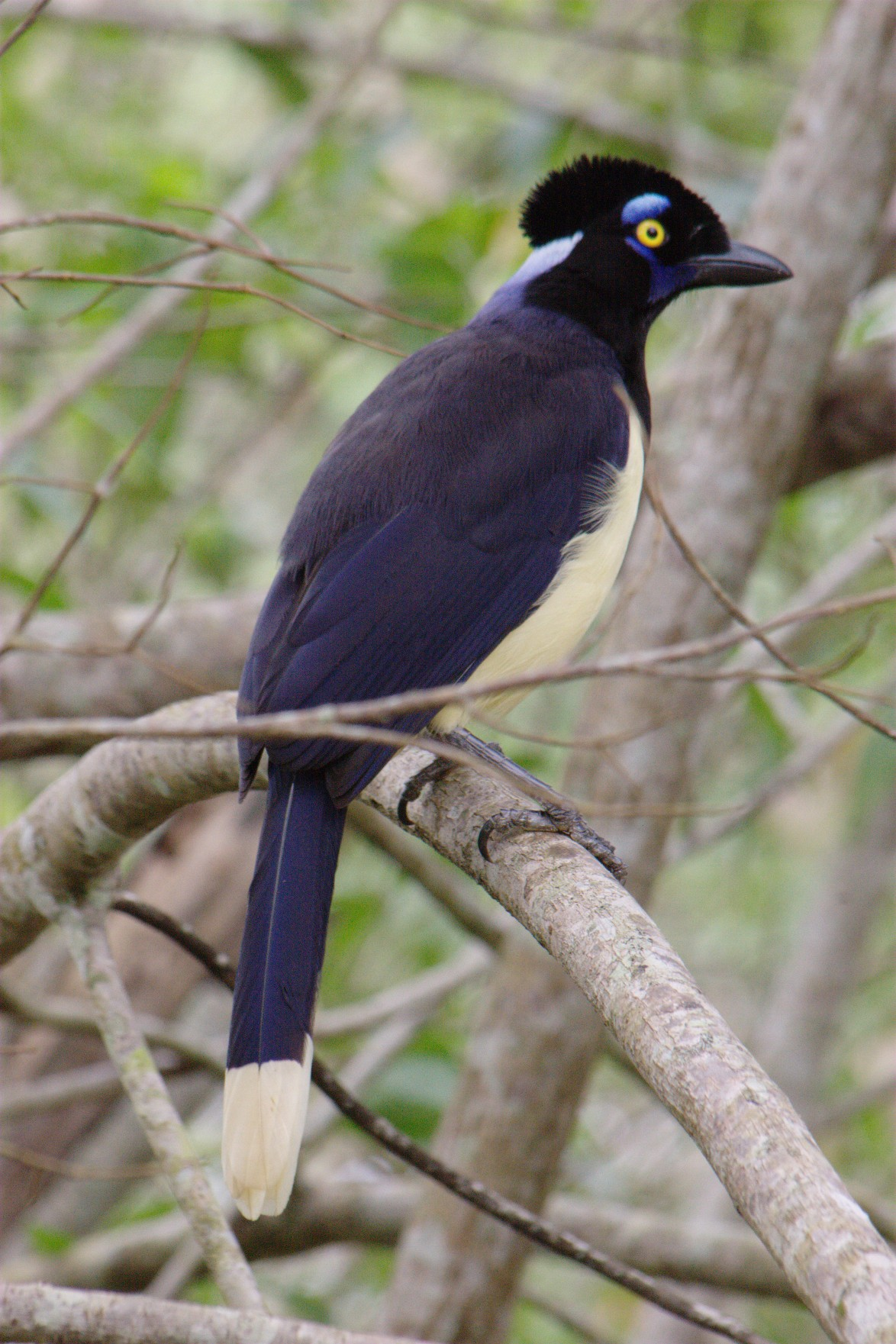
Urraca común o urraca de cresta alborotada.

La reserva dispone de un recorrido guiado por guardafaunas que ofrecen charlas educativas para todos los niveles de enseñanza, quienes describen las características de los animales, algunos gravemente amenazados y otros ya extintos en Tucumán. Las especies se encuentran en estado de semicautiverio en 15 hectáreas cercadas y acondicionadas para el hábitat animal bajo un control especial.
Entre las distintas especies se pueden apreciar el oso hormiguero (Myrmecophaga tridactyla), la corzuela parda (Mazama gouazoubira), el tapir o anta (Tapirus terrestris), el pecarí del collar (Tayassu tajacu) y la tortuga terrestre (Chelonoidis chilensis). Existen ejemplares de  yacaré overo (Caiman latirostris), monos carayá (Alouatta), monos arañas (Ateles), gato montés (Leopardus geoffroyi) y puma (Puma concolor), en varios casos rescatados de actividades de comercialización ilícita.
La recuperación del bosque crea el hábitat adecuado para numerosa variedad de aves, entre ellas urracas (Cyanocorax chrysops), chingolos (Zonotrichia capensis), horneros (Furnarius), chalchaleros (Turdus rufiventris), tordos (Molothrus), caranchos (Caracara plancus) y halcones (Falco sparverius), entre otras.